# Adrián Ortolá
Adrián Ortolá Vañó est un footballeur espagnol né le 20 août 1993 à Xàbia en Espagne. Il évolue au poste de gardien de but à l'EA Guingamp.

## Carrière
En juin 2016, après deux bonnes saisons avec le FC Barcelone B, il est prêté au Deportivo Alavés qui évolue en Liga.
En juillet 2017, il retourne au FC Barcelone.
En septembre 2024,il rejoint L'Union sportive du littoral de Dunkerque en Ligue 2.

## Palmarès

### En équipe nationale
- Équipe d'Espagne des moins de 18 ans
  - Vainqueur de la Coupe de l'Atlantique en 2012

- Équipe d'Espagne des moins de 19 ans
  - Vainqueur du Championnat d'Europe des moins de 19 ans en 2012